# Europastraße 271
Die Europastraße 271 (E 271) verläuft in Belarus von Minsk in südöstlicher Richtung nach Homel. Der Verlauf ist identisch mit dem der Magistrale M5.